# MESSENGER
MErcury Surface, Space ENvironment, GEochemistry and Ranging (MESSENGER), NASA-ina letjelica namijenjena istraživanju Merkura. Sonda mase 485 kilograma lansirana je u kolovozu 2004. kako bi proučavala Merkurov sastav, geologiju i magnetsko polje. Radila je do 30. travnja 2015., kada je izbačena iz orbite. Bila je prva letjelica koja je ušla u orbitu oko Merkura 18. ožujka 2011. nakon preleta Zemlje, dva preleta Venere i tri preleta samog Merkura. Svoju primarnu zadaću uspješno je završila 2012. godine. Nakon dva proširenja misije, svemirska letjelica svoje posljednje manevarsko gorivo koristila je za izlazak iz orbite. Na površinu Merkura pala je 30. travnja 2015.

## Pregled misije

### Lansiranje
MESSENGER je lansiran 3. kolovoza 2004. godine raketom Delta II 7925H-9.5. Lansirana je na putanju za prelet Zemlje.

### Prelet Zemlje
MESSENGER je preletio Zemlju jednu godinu nakon lansiranja, 2. kolovoza 2005. Najbliža točka Zemlji bila je na 2347 km, iznad središnje Mongolije. Prelet je iskorišten i za istraživanje anomalije preleta, koja u tom preletu nije zapažena.
- Zemlja kako ju vidi MESSENGER
- Zemlja s MESSENGER-a prije najbliže točke
- Zemlja i Mjesec viđeni 2010. s udaljenosti od 183 milijuna km.
- Video snimljen 3. kolovoza 2005., nakon preleta Zemlje(Full-size video).

### Manevri
Dne 12. prosinca 2005. motor MESSENGER-a bio je upaljen na 524 sekunde kako bi se letjelica usmjerila prema Veneri.

### Dva preleta Venere
Na putu prema Merkuru letjelica je izvela dva preleta Venere. Prvi se zbio 24. listopada 2006. godine, na udaljenosti od 2992 km. Budući da je u to vrijeme letjelica bila u solarnoj konjukciji, na suprotnoj strani Sunca od Zemlje, vraćeno je malo podataka.
Drugi prelet Venere dogodio se 5. lipnja 2007. na udaljenosti od samo 337 km. Tu je vraćeno mnogo više podataka i slika.
- Slike Venere snimljene prilikom prvog preleta.
- Slika Venere snimljena prilikom drugog preleta.
- Detaljnija slika Venere snimljena tijekom drugog preleta.
- Skup slika snimljen nakon drugog preleta Venera

### Ulazak u Merkurovu orbitu
MESSENGER je ušao u Merkurovu orbitu 18. ožujka 2011. a od 2011. godine naovamo 4.100 puta je obišao oko Merkura. Na Zemlju je poslala preko 289 tisuća snimaka, a njezina prosječna brzina bila je 147 kilometara na sat.